# Néstor Rodríguez (atleta)
Néstor Rodríguez (Buenaventura, Valle del Cauca, Colombia; 24 de septiembre de 1982) es un entrenador de fútbol colombiano. Actualmente se encuentra como agente libre, cuenta con la UEFA Pro Licence de la Real Federación Española de Fútbol.
Ostenta el récord de ser el entrenador más joven en dirigir a un equipo del FPC (Fútbol Profesional Colombiano). Cuando tenía 28 años asumió la dirección técnica del Cortuluá llegando a ser subcampeón de la Categoría Primera B de Colombia.

## Trayectoria

### Inicios
Es licenciado en educación física y se ha formado como entrenador en Europa, especialmente con la Real Federación Española de fútbol. En las categorías menores dirigió en la escuela Carlos Sarmiento Lora y la Corporación Club Deportivo Tuluá (Cortuluá).

### Primer paso en Cortuluá
En el segundo torneo para Cortuluá en el año 2010 en la primera división del fútbol profesional Colombiano, asume como asistente técnico después de dirigir la categoría reserva de este club. 
Para el torneo apertura del 2011 asumió como entrenador en propiedad del club tulueño, con apenas 28 años de edad, desde el 5 de abril hasta el 23 de septiembre de 2011. Tras un buen torneo dirigió incluso la final perdiendo frente a Patriotas Boyacá en una serie cerrada y definiéndola desde penales; Con un Patriotas dirigido en esa época por El Nano Prince. En la temporada siguiente fue despedido del club tras no tener buen desempeño. 
En total dirigió 23 partidos, con un rendimiento del 50% en la B y 6 partidos por Copa Colombia.

### Primer paso en Bogotá FC
Llega en enero de 2013 luego de un comienzo no tan bueno empezó a repuntar el equipo llegando hasta la semifinal quedando eliminado y volviendo a llevar al club capitalino a instancias finales después de varias temporadas.
A causa de este buen trabajo hecho en este Club humilde de la capital, recibe el llamado de nuevo del club que lo vio nacer como Director técnico de fútbol profesional, el club Cortulua, para afrontar desde el segundo semestre del 2013 el Torneo de la B .

### Segundo paso en Cortuluá
Regresa al club panelero y en su regreso clasifica a los cuadrangulares finales del segundo torneo de 2013, donde sus dirigidos quedan cerca de disputar un cupo para la gran final. 
Para octubre del 2014 había dirigido 12 partidos en Copa Colombia donde logró clasificar en primer puesto por encima del Deportivo Cali y América de Cali, pero en octavos de final queda eliminado frente al Valledupar FC.  En Categoría Primera B dirige 75 partidos.

### Segundo paso en Bogotá FC
A mediados de enero de 2016 fue nombrado como entrenador para la temporada 2016. No ocupaba el cargo desde 2013 siendo el último Director Técnico en llevar al club capitalino a instancias finales de la B en Colombia. Con el club capitalino logró clasificar por apenas 1 de diferencia con el Valledupar FC entre los 8 mejores del año a la siguiente fase del torneo  enfrentando a Itagüí Leones, Tigres de Soacha y el Deportivo Pereira.
El 2 de mayo de 2017 renuncia a la dirección técnica del club capitalino tras no lograr los resultados esperados.

### Águilas  y Unión Magdalena
Para el Torneo Finalización del 2017 es contactado por Óscar Pérez para que lo acompañe en la dirección técnica del Águilas Doradas. Luego acompañó a Carlos Silva en el Unión Magdalena.

### Tercer paso en el Bogotá FC
Tras dirigir en España y China retorna al Bogotá FC, dirigiendo desde la pretemporada del Apertura 2024 en un partido amistoso frente al Yaracuyanos Fútbol Club de Venezuela. Estaria en el equipo hasta el 27 de mayo de 2025

## Clubes

### Como asistente técnico
| Equipo                     | AT de:         | Periodo                  | Periodo                 |
| Equipo                     | AT de:         | Desde                    | Hasta                   |
| -------------------------- | -------------- | ------------------------ | ----------------------- |
| Cortuluá · Colombia        | Harold Morales | 30 de septiembre de 2010 | 31 de diciembre de 2010 |
| Cortuluá · Colombia        | Sergio Angulo  | 1 de enero de 2011       | 4 de abril de 2011      |
| Águilas Doradas · Colombia | Óscar Pérez    | 4 de mayo de 2017        | 6 de agosto de 2017     |

### Como formador
| Club            | País     | Año         |
| --------------- | -------- | ----------- |
| Getafe CF       | España   | 2017 - 2019 |
| Unión Magdalena | Colombia | 2019 - 2020 |
| Shenzhen FC     | China    | 2023        |

### Como entrenador
| Club                    | Periodo             | Periodo                  |
| Club                    | Desde               | Hasta                    |
| ----------------------- | ------------------- | ------------------------ |
| Cortuluá · Colombia     | 5 de abril de 2011  | 23 de septiembre de 2011 |
| Bogotá F. C. · Colombia | 1 de enero de 2013  | 29 de junio de 2013      |
| Cortuluá · Colombia     | 9 de julio de 2013  | 27 de octubre de 2014    |
| Bogotá F. C. · Colombia | 19 de enero de 2016 | 2 de mayo de 2017        |
| Bogotá F. C. · Colombia | 24 de enero de 2024 | 27 de mayo de 2025       |

## Estadísticas como entrenador
| Cortuluá · Colombia  | 2ª                  | 2011                | 24  | 10 | 7  | 7  | 6  | 2 | 2  | 2  | - | - | - | - | 30  | 12 | 9  | 9  | 50%    |
| Cortuluá · Colombia  | 2ª                  | 2013                | 24  | 8  | 12 | 4  | -  | - | -  | -  | - | - | - | - | 24  | 8  | 12 | 4  | 50%    |
| Cortuluá · Colombia  | 2ª                  | 2014                | 36  | 12 | 8  | 16 | 12 | 4 | 6  | 2  | - | - | - | - | 48  | 16 | 14 | 18 | 43.05% |
| Cortuluá · Colombia  | Total               | Total               | 74  | 30 | 27 | 27 | 18 | 6 | 8  | 4  | 0 | 0 | 0 | 0 | 92  | 36 | 35 | 31 | 51.81% |
| Bogotá FC · Colombia | 2ª                  | 2013                | 18  | 9  | 3  | 6  | 10 | 0 | 3  | 7  | - | - | - | - | 28  | 9  | 6  | 13 | 39.28% |
| Bogotá FC · Colombia | 2ª                  | 2016                | 38  | 13 | 8  | 17 | 6  | 0 | 1  | 5  | - | - | - | - | 44  | 13 | 9  | 22 | 43.94% |
| Bogotá FC · Colombia | 2ª                  | 2017                | 14  | 4  | 2  | 8  | 4  | 0 | 0  | 4  | - | - | - | - | 18  | 4  | 2  | 12 | 25.92% |
| Bogotá FC · Colombia | 2ª                  | 2024                | 32  | 7  | 8  | 17 | 2  | 0 | 0  | 2  | - | - | - | - | 34  | 7  | 8  | 19 | 28.43% |
| Bogotá FC · Colombia | 2ª                  | 2025                | 16  | 3  | 4  | 9  | -  | - | -  | -  | - | - | - | - | 16  | 3  | 4  | 9  | 27.08% |
| Bogotá FC · Colombia | Total               | Total               | 102 | 33 | 21 | 48 | 22 | 0 | 4  | 18 | 0 | 0 | 0 | 0 | 124 | 33 | 25 | 66 | 33.33% |
| Total en su carrera  | Total en su carrera | Total en su carrera | 176 | 66 | 48 | 75 | 40 | 6 | 12 | 22 | 0 | 0 | 0 | 0 | 216 | 72 | 60 | 97 | 42.59% |
| 1. 2.                |                     |                     |     |    |    |    |    |   |    |    |   |   |   |   |     |    |    |    |        |

#### Resumen por competencias
| Competición         | PJ  | PG | PE | PP | Ganados % | Mejor Resultado  |
| ------------------- | --- | -- | -- | -- | --------- | ---------------- |
| Categoría Primera B | 176 | 66 | 48 | 75 | 55.78%    | Subcampeón       |
| Copa Colombia       | 40  | 6  | 12 | 22 | 25%       | Octavos de final |
| Total               | 216 | 72 | 60 | 97 | 42.59%    | Un subtítulo     |